# Подпивок
Подпивок (пол. Podpiwek) — национальный польский напиток брожения, подобный квасу (который там тоже делают). Известен со старых времён, не позднее XVI века. Как видно из названия, производился из субпродуктов пива после первого сбраживания.
Существует несколько рецептов, в которые неизменно входят дрожжи, сахар и вода, также может быть хмель, зерновой кофе, цикорий, ячмень и другие компоненты. Имеет горьковатый вкус, считается безалкогольным напитком, хотя содержит около 0,5 % алкоголя. Наиболее распространён в деревнях на востоке Польши. Его употребляли даже дети и беременные женщины, так как он считается совершенно безвредным. Продаётся также в виде сухой смеси для домашнего приготовления.
Несмотря на то что 4 компании в Польше производят подпивок промышленным способом, большой популярностью он не пользуется. Был широко распространён во времена ПНР (до 1989 года) и иронично назывался «польская Кока-кола», затем был вытеснен традиционными прохладительными напитками, сейчас он почти не продаётся в магазинах.

## Производители в Польше
- Boss Browar Witnica — производитель готового напитка Podpiwek lubuski.
- Delecta — производитель набора для домашнего приготовления напитка Podpiwek Kujawski.
- Hoop — производитель готового напитка Hoop Podpiwek Staropolski.
- Krynka — производитель готового напитка Podpiwek.
- Browin — производитель концентрата Podpiwek łódzki.

## Прочие производители
- Свой подпивок «из Украины для Польши» в пластиковых бутылках производит «Оболонь».